# Holcocephala obscuripennis
Holcocephala obscuripennis är en tvåvingeart som beskrevs av Günther Enderlein 1914. Holcocephala obscuripennis ingår i släktet Holcocephala och familjen rovflugor. Inga underarter finns listade i Catalogue of Life.